# Leonard Stein
Leonard Stein (1. prosince 1916 – 23. nebo 25. června 2004) byl americký klavírista a pedagog. Studoval klavír na Los Angeles City College a kompozici na Univerzitě Jižní Kalifornie, kde byl jeho pedagogem Arnold Schoenberg. V letech 1939 až 1942 byl Schoenbergovým asistentem. Později sám vyučoval na různých univerzitách, včetně Los Angeles City College, CalArts a UCLA. V letech 1975 až 1991 byl hudebním ředitelem Schoenbergova institutu. Jedním z jeho studentů byl La Monte Young.